# Jane's F/A-18
Jane's F/A-18 es un simulador de vuelo de combate basado en el avión de combate F/A-18 cuya base es un portaaviones, siguiendo el éxito de su predecesor el Jane's F-15.
El juego está ambientado en una campaña ficticia en la Península de Kola durante una guerra civil rusa. E incluye un editor de misiones así como de campaña mejorado del F-15. Con el paso de tiempo los fanes de este juego han creado MODs para actualizarlo, mejorando gráficos, nuevas naves, vehículos, nuevas campañas, así como la posibilidad de utilizar el mapa del Medio Oriente del F-15, y además de poder pilotar el F-14 Tomcat.